# Peter Thomas (calciatore)
Peter Thomas (Coventry, 20 novembre 1944 – Tramore, 19 gennaio 2023) è stato un allenatore di calcio e calciatore inglese naturalizzato irlandese, di ruolo portiere.

## Biografia
Detto Tommo, una volta trasferitosi in Irlanda ha lavorato nel campo assicurativo.

## Carriera
Esordì da professionista con il Coventry City per poi trasferirsi in Irlanda al Waterford dove vi militò per 16 stagioni contribuendo alla vittoria di cinque edizioni del campionato e di una della coppa nazionale, disputando anche 19 incontri nelle competizioni UEFA per club. Durante le pause estive fra il 1975 e il 1978 venne ceduto in prestito ad alcune squadre statunitensi, arrivando a totalizzare 10 incontri nella NASL con i Washington Diplomats e i L.V. Quicksilvers.
Nel corso della sua carriera ha totalizzato 465 incontri nella massima divisione irlandese, di cui 395 con il Waterford di cui ricoprì anche il ruolo di allenatore fra luglio e dicembre 1988.
Fra il 1973 e il 1974 ha disputato due gare amichevoli con la nazionale maggiore, uscendo nel secondo tempo della gara di esordio a causa di un trauma allo stomaco riportato durante uno scontro di gioco.

## Statistiche

### Presenze e reti nei club
| Stagione             | Squadra              | Campionato           | Campionato | Campionato | Coppe nazionali  | Coppe nazionali | Coppe nazionali | Coppe continentali | Coppe continentali | Coppe continentali | Totale | Totale |
| Stagione             | Squadra              | Comp                 | Pres       | Reti       | Comp             | Pres            | Reti            | Comp               | Pres               | Reti               | Pres   | Reti   |
| -------------------- | -------------------- | -------------------- | ---------- | ---------- | ---------------- | --------------- | --------------- | ------------------ | ------------------ | ------------------ | ------ | ------ |
| 1965-1966            | Coventry City        | SD                   | 2          | -?         | FACup+CdL        | ?+?             | ?+?             | -                  | -                  | -                  | 1+     | 0+     |
| 1966-1967            | Waterford            | AD                   | 10         | -?         | FAICup+LOIShield | ?+?             | ?+?             | CC                 | 1                  | -6                 | 16+    | -6+    |
| 1967-1968            | Waterford            | AD                   | ?          | -?         | FAICup+LOIShield | ?+?             | ?+?             | -                  | -                  | -                  | ?      | ?      |
| 1968-1969            | Waterford            | AD                   | ?          | -?         | FAICup+LOIShield | ?+?             | ?+?             | CC                 | 2                  | -10                | 2+     | -10+   |
| 1969-1970            | Waterford            | AD                   | ?          | -?         | FAICup+LOIShield | ?+?             | ?+?             | CC                 | 2                  | -5                 | 2+     | -5+    |
| 1970-1971            | Waterford            | AD                   | ?          | -?         | FAICup+LOIShield | ?+?             | ?+?             | CC                 | 4                  | -11                | 4+     | -11+   |
| 1971-1972            | Waterford            | AD                   | ?          | -?         | FAICup+LOIShield | ?+?             | ?+?             | -                  | -                  | -                  | ?      | ?      |
| 1972-1973            | Waterford            | AD                   | ?          | -?         | FAICup+LOIShield | ?+?             | ?+?             | CC                 | 2                  | -3                 | 2+     | -3+    |
| 1973-1974            | Waterford            | AD                   | ?          | -?         | FAICup+LOIShield | ?+?             | ?+?             | CC                 | 2                  | -6                 | 2+     | -6+    |
| 1974-1975            | Waterford            | AD                   | ?          | -?         | FAICup+LOICup    | ?+?             | ?+?             | -                  | -                  | -                  | ?      | ?      |
| mag.-ago. 1975       | Washington Diplomats | NASL                 | 6          | -6         | -                | -               | -               | -                  | -                  | -                  | 6      | -6     |
| 1975-1976            | Waterford            | AD                   | 26         | -?         | FAICup+LOICup    | ?+?             | ?+?             | -                  | -                  | -                  | ?      | -?     |
| mag.-ago. 1976       | Utah Pioneers        | ASL                  | ?          | ?          | -                | -               | -               | -                  | -                  | -                  | ?      | ?      |
| 1976-1977            | Waterford            | AD                   | 24         | -?         | FAICup+LOICup    | ?+?             | ?+?             | -                  | -                  | -                  | ?      | -?     |
| mag.-ago. 1977       | L.V. Quicksilvers    | NASL                 | 4          | -5         | -                | -               | -               | -                  | -                  | -                  | 4      | -5     |
| 1977-1978            | Waterford            | AD                   | 28         | -?         | FAICup+LOICup    | ?+?             | ?+?             | -                  | -                  | -                  | ?      | -?     |
| mag.-ago. 1978       | Sacramento Gold      | ASL                  | ?          | -25        | -                | -               | -               | -                  | -                  | -                  | ?      | -25    |
| 1978-1979            | Waterford            | AD                   | ?          | -?         | FAICup+LOICup    | ?+?             | ?+?             | -                  | -                  | -                  | ?      | -?     |
| 1979-1980            | Waterford            | AD                   | ?          | -?         | FAICup+LOICup    | ?+?             | ?+?             | CCo                | 2                  | -2                 | 2+     | -2+    |
| 1980-1981            | Waterford            | AD                   | ?          | -?         | FAICup+LOICup    | ?+?             | ?+?             | CCo                | 4                  | -6                 | 4+     | -6+    |
| 1981-1982            | Waterford            | AD                   | ?          | -?         | FAICup+LOICup    | ?+?             | ?+?             | -                  | -                  | -                  | ?      | ?      |
| Totale Waterford     | Totale Waterford     | Totale Waterford     | 395        | -?         |                  | ?+?             | ?+?             |                    | 19                 | -52                | 27+    | 1+     |
| 1982-1983            | Galway Utd           | AD                   | 26         | -44        | FAICup+LOICup    | ?+?             | ?+?             | -                  | -                  | -                  | 16+    | 0+     |
| 1983-1984            | Galway Utd           | AD                   | 26         | -33        | FAICup+LOICup    | ?+?             | ?+?             | -                  | -                  | -                  | 16+    | 0+     |
| Totale Galway United | Totale Galway United | Totale Galway United | 52         | -77        |                  | ?+?             | ?+?             |                    | -                  | -                  | 52+    | ?+     |
| 1984-1985            | Drogheda Utd         | AD                   | 16         | -?         | FAICup+LOICup    | ?+?             | ?+?             | -                  | -                  | -                  | 16+    | ?+     |
| Totale carriera      | Totale carriera      | Totale carriera      | 428+       | -109+      |                  | ?+?             | ?+?             |                    | 19                 | -52                | 442+   | 32+    |

### Cronologia presenze e reti in nazionale
| Cronologia completa delle presenze e delle reti in nazionale ― Irlanda | Cronologia completa delle presenze e delle reti in nazionale ― Irlanda | Cronologia completa delle presenze e delle reti in nazionale ― Irlanda | Cronologia completa delle presenze e delle reti in nazionale ― Irlanda | Cronologia completa delle presenze e delle reti in nazionale ― Irlanda | Cronologia completa delle presenze e delle reti in nazionale ― Irlanda | Cronologia completa delle presenze e delle reti in nazionale ― Irlanda | Cronologia completa delle presenze e delle reti in nazionale ― Irlanda |
| Data                                                                   | Città                                                                  | In casa                                                                | Risultato                                                              | Ospiti                                                                 | Competizione                                                           | Reti                                                                   | Note                                                                   |
| ---------------------------------------------------------------------- | ---------------------------------------------------------------------- | ---------------------------------------------------------------------- | ---------------------------------------------------------------------- | ---------------------------------------------------------------------- | ---------------------------------------------------------------------- | ---------------------------------------------------------------------- | ---------------------------------------------------------------------- |
| 21-10-1973                                                             | Dublino                                                                | Irlanda                                                                | 1 – 0                                                                  | Polonia                                                                | Amichevole                                                             | -                                                                      | 46’                                                                    |
| 5-5-1974                                                               | Rio de Janeiro                                                         | Brasile                                                                | 2 – 1                                                                  | Irlanda                                                                | Amichevole                                                             | -                                                                      |                                                                        |
| Totale                                                                 |                                                                        | Presenze                                                               | 2                                                                      |                                                                        | Reti                                                                   | 0                                                                      |                                                                        |

## Palmarès
- Campionato irlandese: 1

1968-1969, 1969-1970, 1971-1972, 1972-1973
- FAI Cup: 1

1979-1980
- Coppa di Lega irlandese: 1

1973-1974